# Huajuapan de León
Heroica Ciudad de Huajuapan de León (Nederlands: Heldhaftige Stad van Huajapan van León, Mixteeks: Ñuu dee, Nahuatl: Huaxoapan) is een stad in de Mixteca in de Mexicaanse deelstaat Oaxaca. Huajuapan de León heeft 45.321 inwoners (census 2005) en is de hoofdplaats van de gemeente Heroica Ciudad de Huajuapan de León.
Het grootste deel van de inwoners van Huajapan bestaat uit Mixteken. De stad dankt haar eretitel 'heldhaftig' aan het feit dat zij in 1812, tijdens de Mexicaanse Onafhankelijkheidsoorlog, 111 dagen lang belegerd werd door Spaanse troepen alvorens zij door José María Morelos ontzet werd.
De stad is de zetel van het rooms-katholieke bisdom Huajuapan de León.